# Marisol Touraine
Marisol Touraine (Parigi, 7 marzo 1959) è una politica francese.
Membro del Partito Socialista (PS), è stata deputata dell'Indre e Loira dal 1997 al 2012, poi ministro degli affari sociali e della sanità nei governi Ayrault, Valls e Cazeneuve, durante l'intera presidenza di François Hollande (2012-2017).
Come ministro ha portato avanti un disegno di legge per la modernizzazione del sistema sanitario, adottato dall'Assemblea nazionale nel 2015. È membro del Consiglio di Stato dal 1991.

## Biografia
Figlia del sociologo Alain Touraine, Marisol sposò l'ambasciatore Michel Reveyrand de Menthon. Laureata all'École normale supérieure e all'Istituto di studi politici di Parigi, ha lavorato come docente universitario, specializzandosi in questioni economiche e sociali. Negli anni 1988-1991 è stata consigliere del primo ministro Michel Rocard sulla strategia internazionale.

## Carriera politica
Dopo aver intrapreso la carriera politica nel Partito Socialista francese, per diversi anni fu deputata e consigliera generale del Cantone di Montbazon, finché nel 2011 venne eletta Presidente del consiglio generale dell'Indre e Loira.
Dopo la vittoria presidenziale di François Hollande, il nuovo primo ministro Jean-Marc Ayrault la nominò ministro degli affari sociali e della sanità.

### Ministro degli affari sociali e della sanità
Il 16 maggio 2012 ha assunto la carica di ministro degli affari sociali e della sanità nel governo di Jean-Marc Ayrault. Ha mantenuto il suo seggio parlamentare nelle elezioni tenutesi il mese successivo. Dopo la riorganizzazione del gabinetto del 21 giugno 2012, è rimasta nel secondo governo dello stesso primo ministro con la solita posizione ministeriale. Il 2 aprile 2014 le è stata nuovamente affidata questa funzione nel governo di Manuel Valls. È rimasta ministro anche nel secondo governo di quest'ultimo, istituito nell'agosto 2014, e nel governo di Bernard Cazeneuve, entrato in carica nel dicembre 2016. Si in seguito ritirata insieme all'intero gabinetto nel maggio 2017.